# Caught in the End
Pour plus de détails, voir Fiche technique et Distribution.
Caught in the End est un film américain réalisé par Charles Avery, sorti en 1917.

## Fiche technique
- Titre original : Caught in the End
- Réalisation : Charles Avery
- Production : Mack Sennett
- Société de production : Keystone
- Société de distribution : Keystone
- Pays d'origine :  États-Unis
- Langue originale : anglais
- Format : noir et blanc — 35 mm — 1,37:1 — Film muet
- Genre : Comédie
- Durée : 10 minutes
- Dates de sortie :  États-Unis : 30 septembre 1917
- Licence : Domaine public

## Distribution
- Raymond Griffith : le mari
- Ruth Churchill : la femme
- A. Edward Sutherland : l'ami
- William Irving : le mari jaloux
- Vera Reynolds : la femme du mari jaloux
- Gonda Durand
- Roxana McGowan
- Gladys Tennyson